# Alter Markt (Kiel)
Der Alte Markt (von 1242 bis 1987 Markt) in Kiel ist der historische Mittelpunkt der Kieler Altstadt.  Um den Platz haben sich diverse Gastronomie-Betriebe und Geschäfte angesiedelt.

## Lage
Der Alte Markt liegt im Kieler Stadtteil Altstadt, am nördlichen Ende der Holstenstraße. Direkt am Alten Markt steht die Nikolaikirche. Zu den zahlreichen Gastronomie-Betrieben gehört auch die letzte in Kiel verbliebene Brauerei, die Kieler Brauerei, die als ein Gasthaus neben Essen auch selbstgebrautes Bier zum Ausschank anbietet.

## Geschichte
Der Alte Markt war früher die höchstgelegene Stelle in der alten Stadt Kiel. Auf dem Markt wurden Waren des täglichen Bedarfs und frische Lebensmittel, aber auch Blumen verkauft. Damals war der Marktplatz noch ebenerdig, so dass der Verkehrsfluss seinerzeit noch von der Holstenstraße zur Dänischen Straße diagonal zum Alten Markt geführt werden konnte.

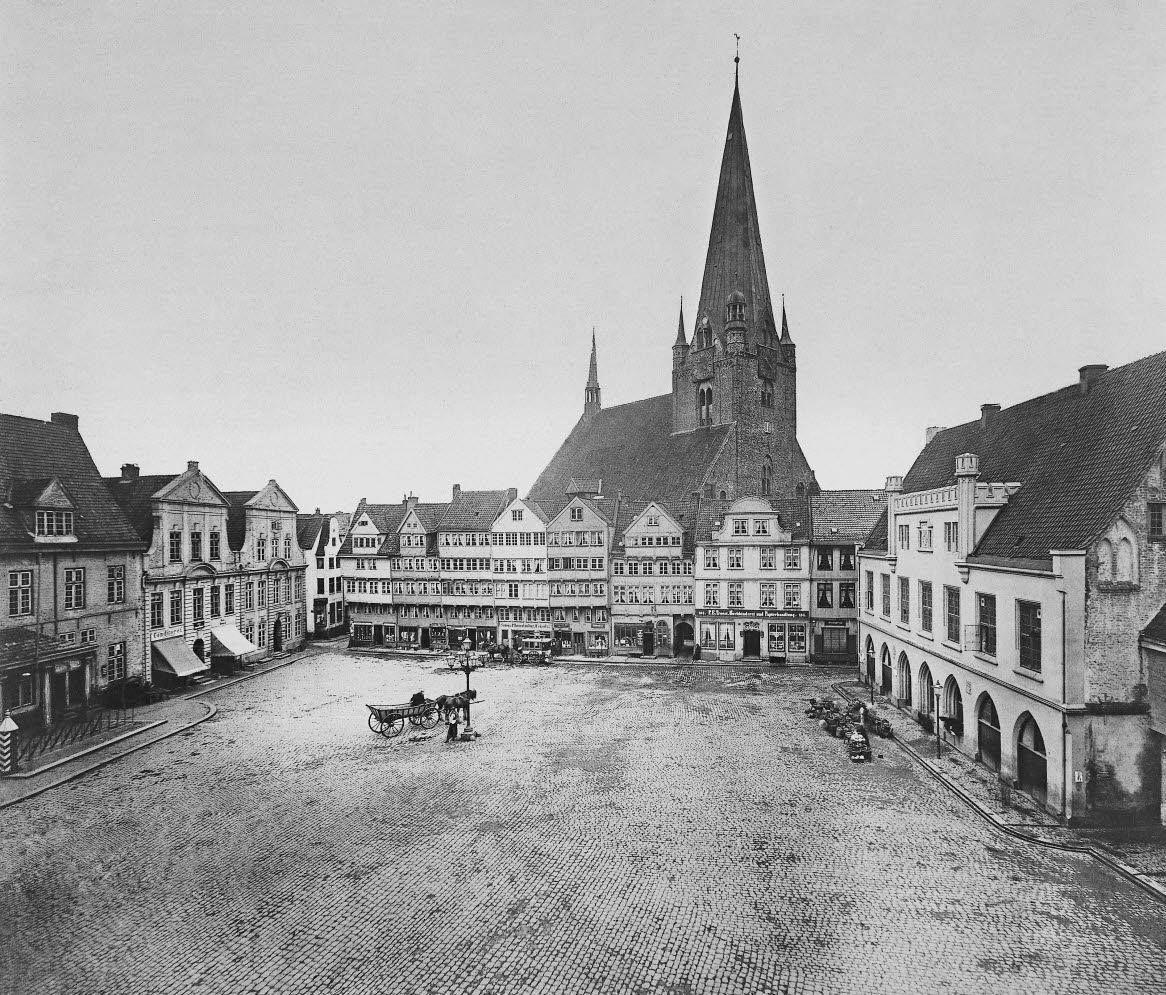
Alter Markt Kiel um 1868

Besondere Bedeutung hatten am Alten Markt im 17. Jahrhundert die sogenannten Persianischen Häuser, die auch architektonisch den Platz vor der Nikolaikirche abschlossen. Die Persianischen Häuser wurden als sogenannte Packhäuser gebaut, woher sie auch ihren Namen haben. Gebaut wurden sie, weil Herzog Friedrich III. den Seidenhandel aus Persien nach Kiel lenken, und die Seide dann in den Packhäusern einlagern wollte. Dieser Plan schlug allerdings fehl, so dass Häuser in Ratswohnungen umgewandelt wurden.
Bis 1943 befand sich auf dem Marktplatz außerdem das Alte Rathaus Kiels, das auch dadurch besondere Bedeutung hatte, dass hier die Proklamation der Provisorischen Regierung für Schleswig und Holstein erfolgte. Das Alte Rathaus wurde im Zweiten Weltkrieg jedoch bis auf einige Kellergewölbe vollständig zerstört.
Im Zweiten Weltkrieg wurde der gesamte Platz nahezu vollständig zerstört, nach Kriegsende jedoch wieder aufgebaut und dann bis zu seiner Umgestaltung 1972 als Parkplatz genutzt.
Vorhanden sind rund um den Alten Markt noch vereinzelt zumindest die „Rohbauten“ aus dem 19. Jahrhundert.

## Heutige Nutzung
1972 wurde der Alte Markt nach den Entwürfen des Architekten Wilhelm Neveling vollständig umgestaltet und erhielt seine heutige Form (gepflasterte Senke mit Pavillons und Granitsteinen in der Mitte). Seitdem haben sich an und um diesem Platz zahlreiche Gastronomie-Betriebe angesiedelt. Die ursprüngliche Form des Marktplatzes hat sich bis heute zwar im Wesentlichen erhalten, allerdings wurde der Platz durch seine Umgestaltung und Absenkung 1972 von dem bis dahin bestehenden Anschluss an das Straßennetz getrennt. Auch der an den Marktplatz angrenzende Gebäudestand unterlag laufenden Veränderungen. Seit 1975 findet auf dem Alten Markt und in der Holstenstraße wieder der Kieler Umschlag statt.
Im Februar 2018 nahm das Landesamt für Denkmalschutz die Pavillonbauten in die Denkmalliste der Stadt Kiel auf.

## Bildergalerie

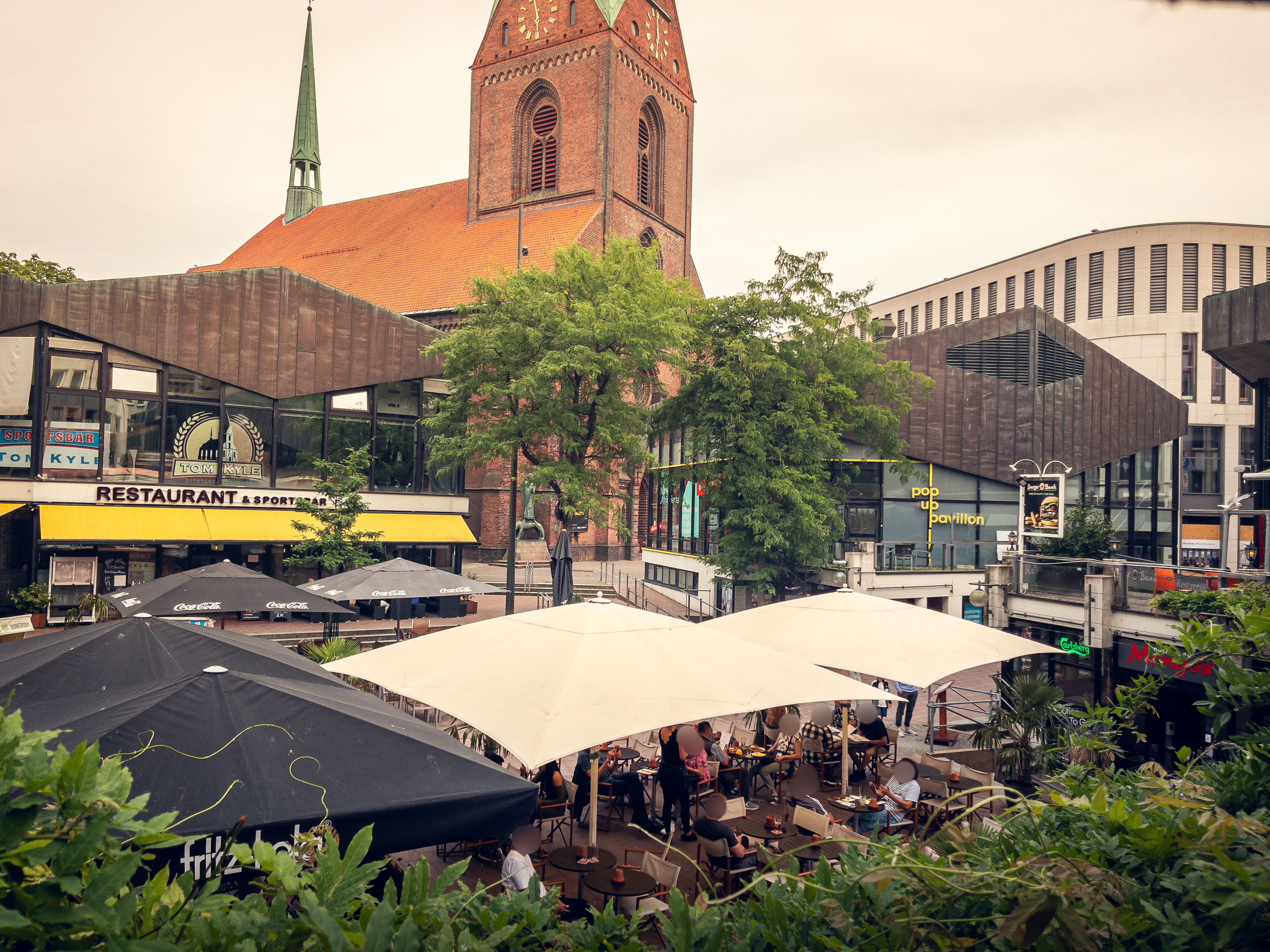
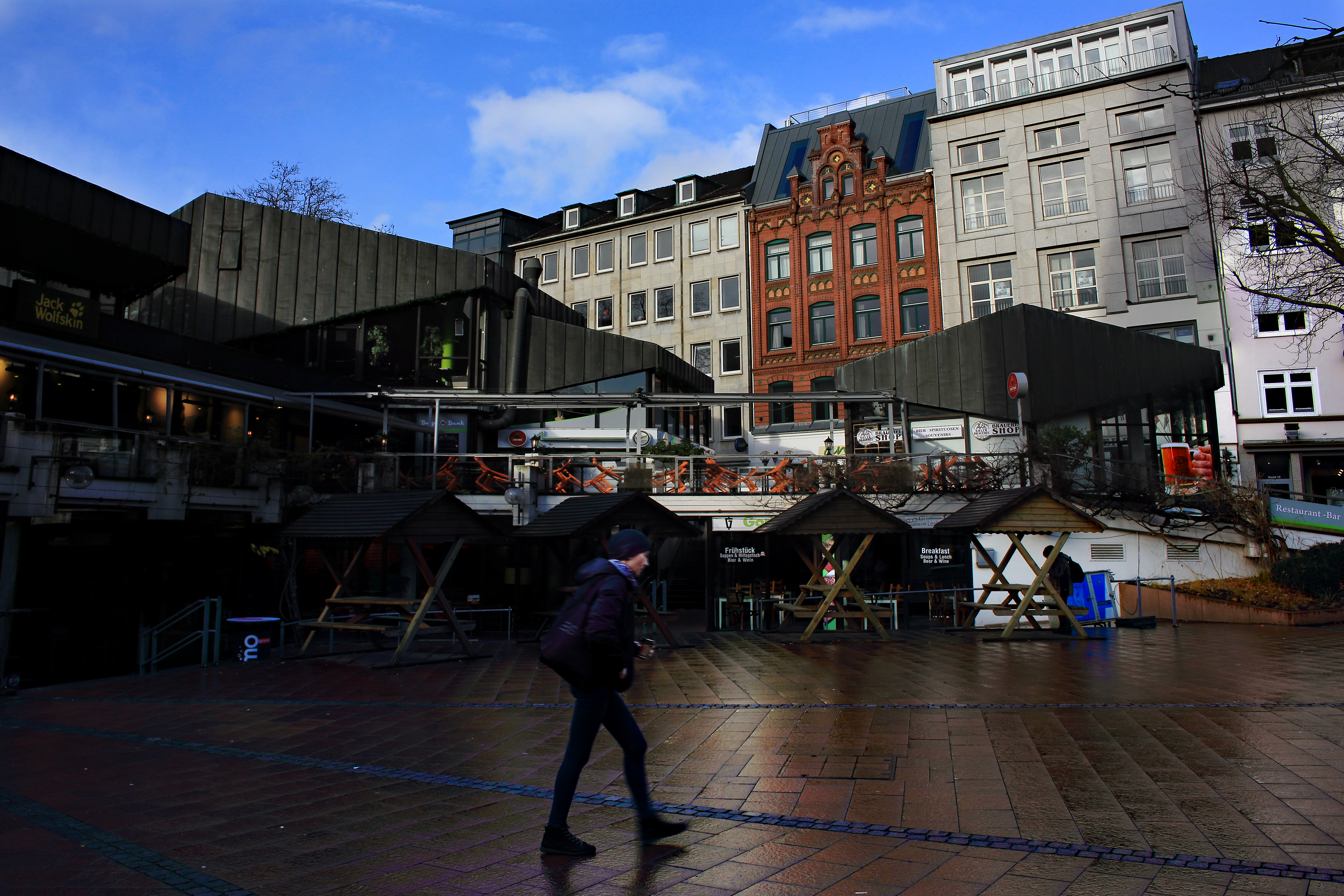
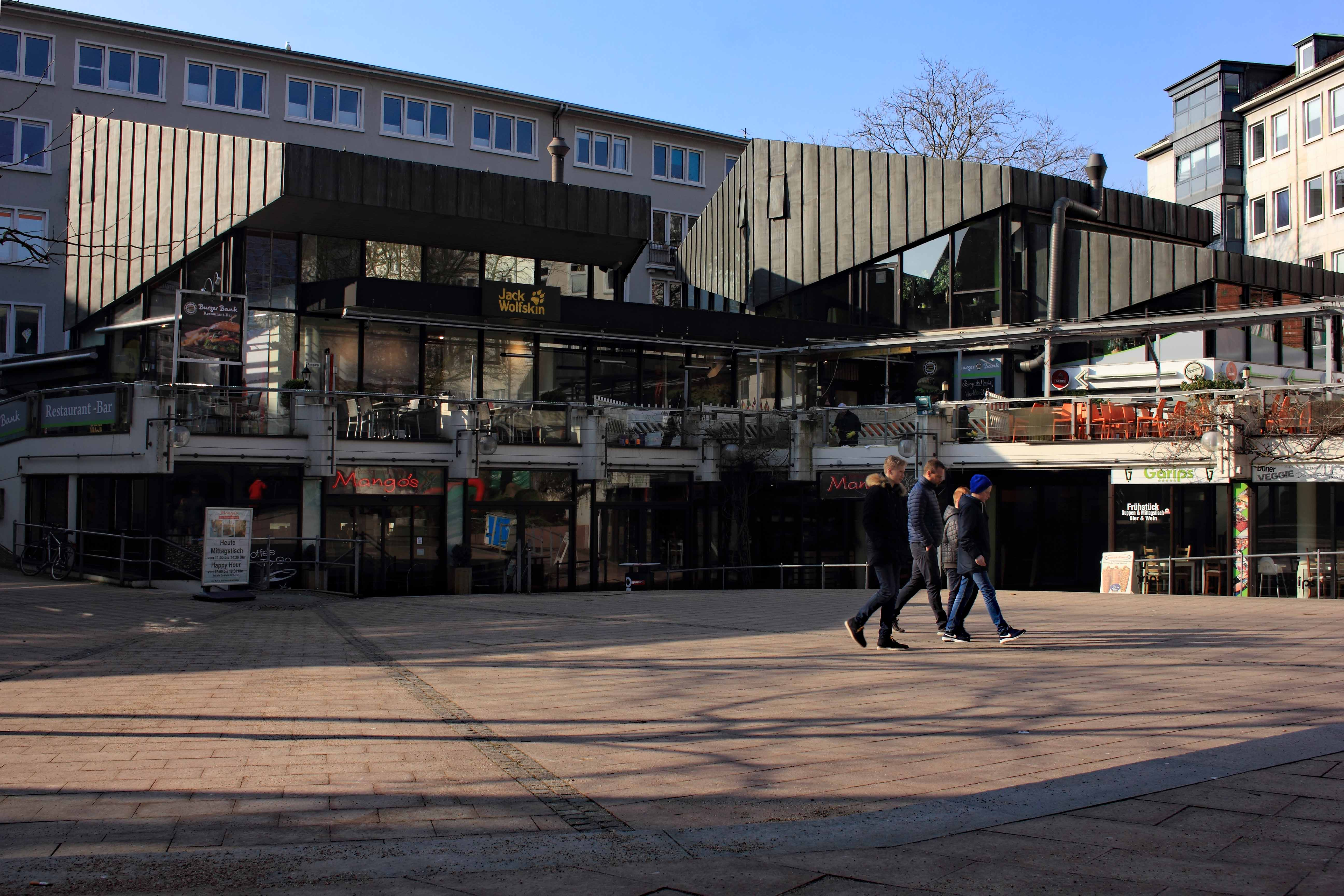
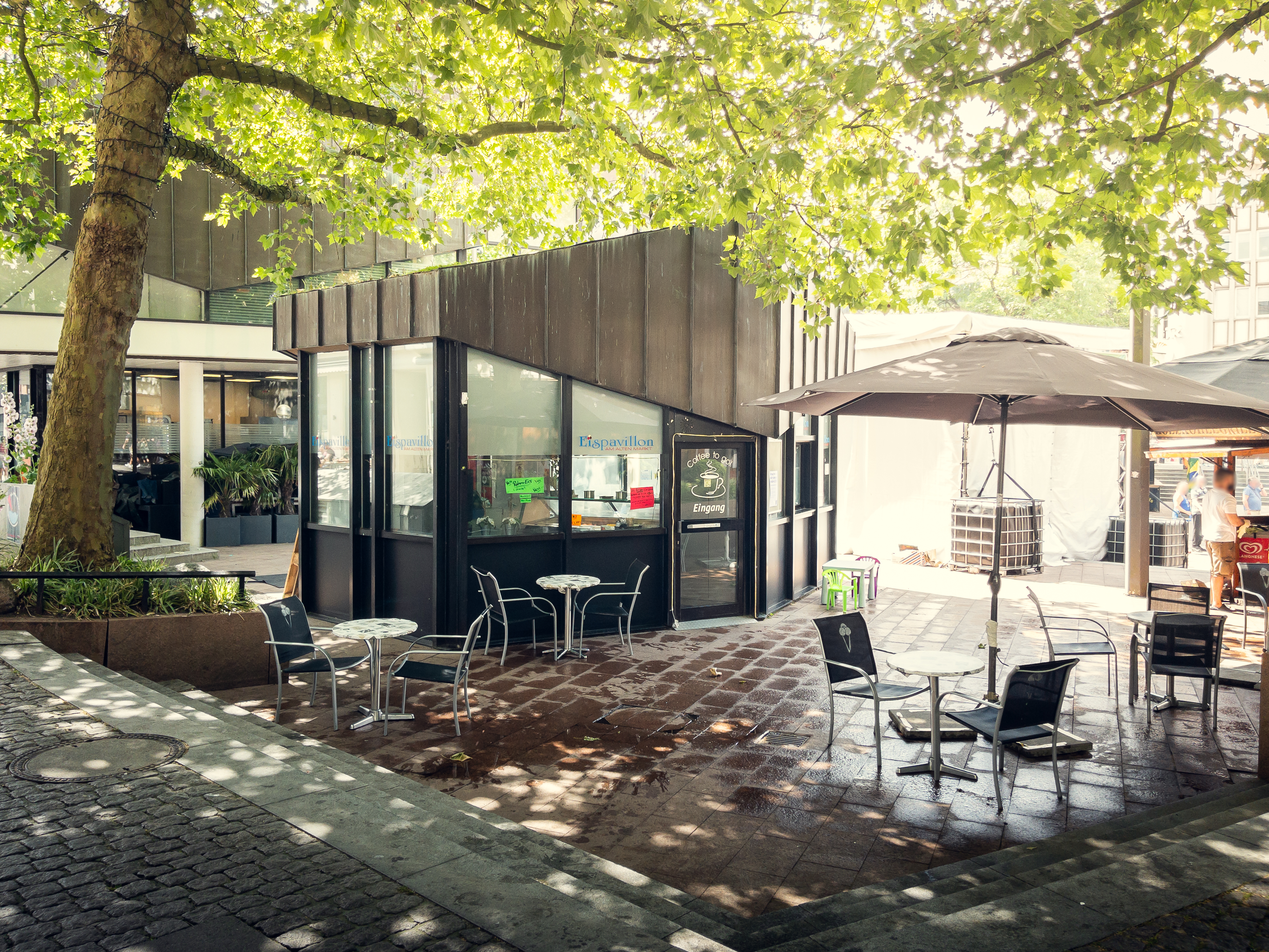
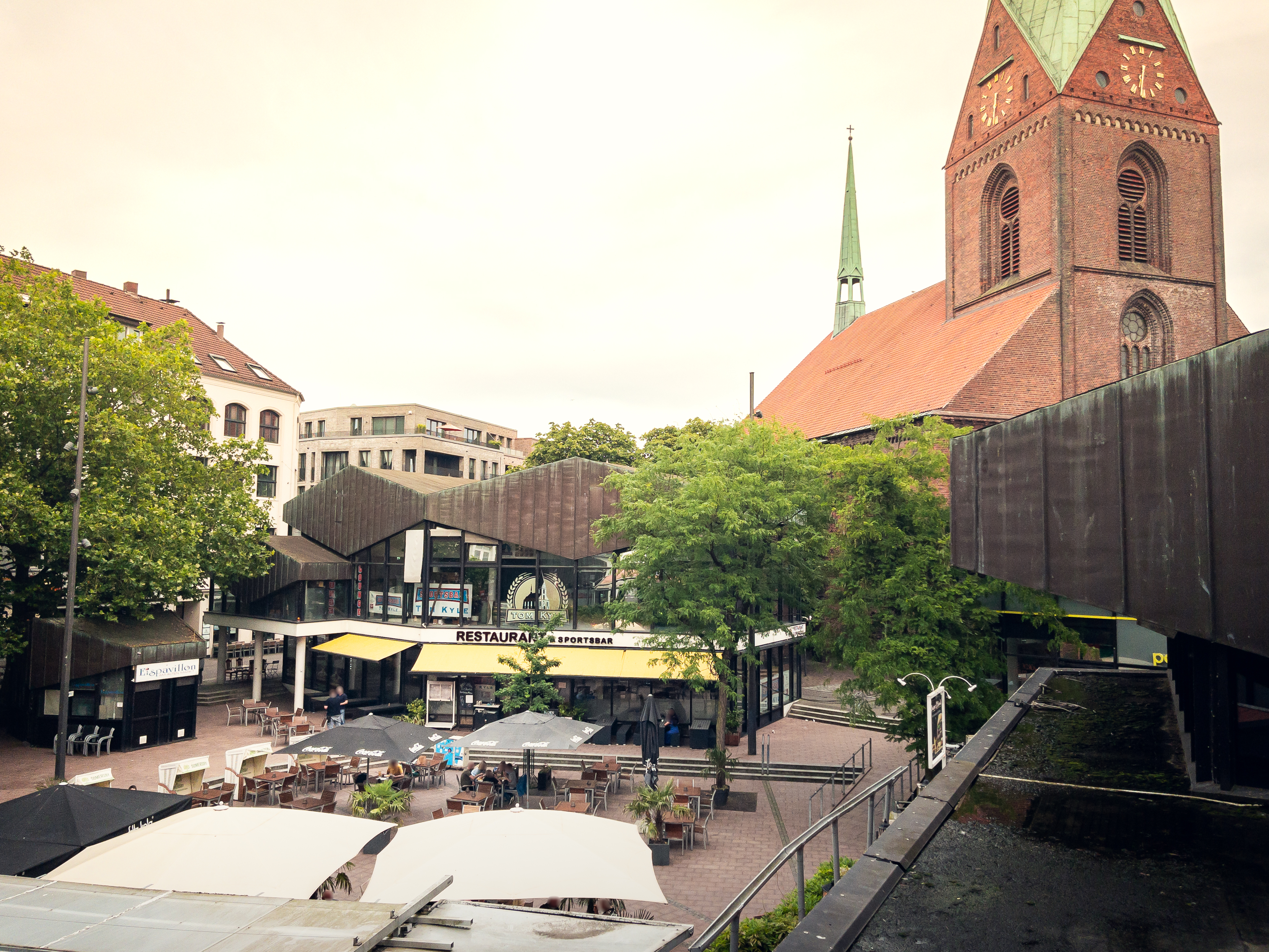
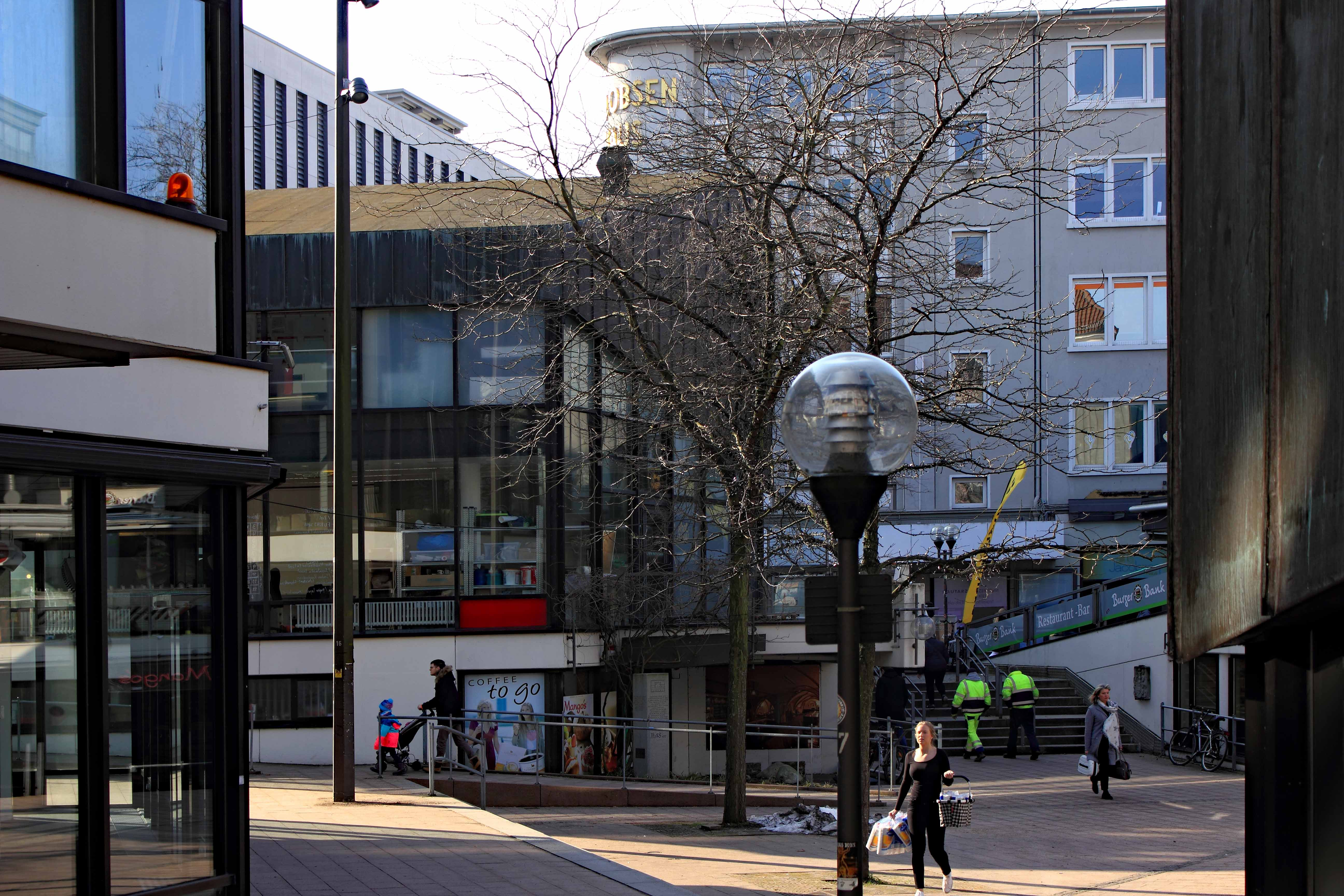
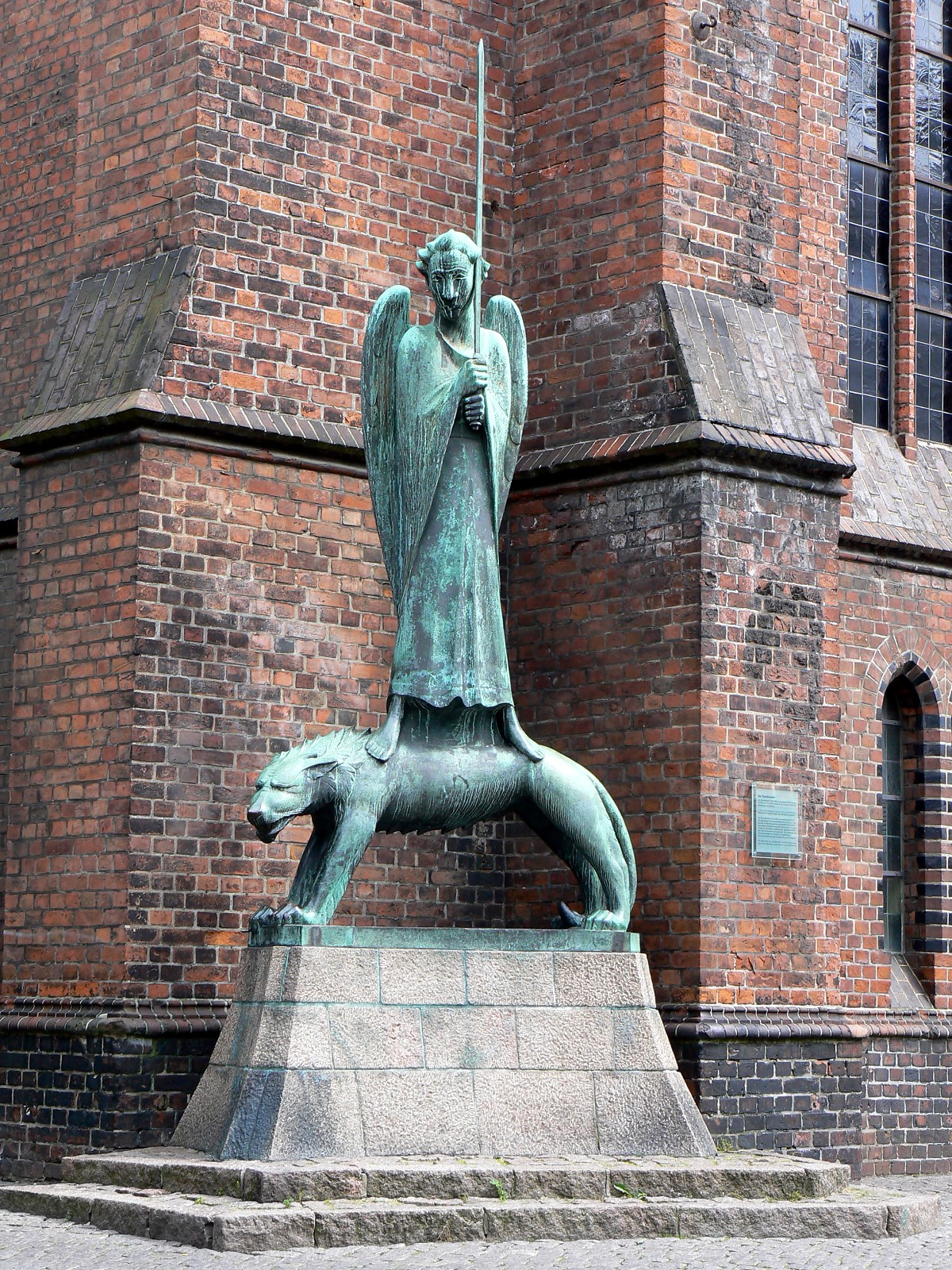
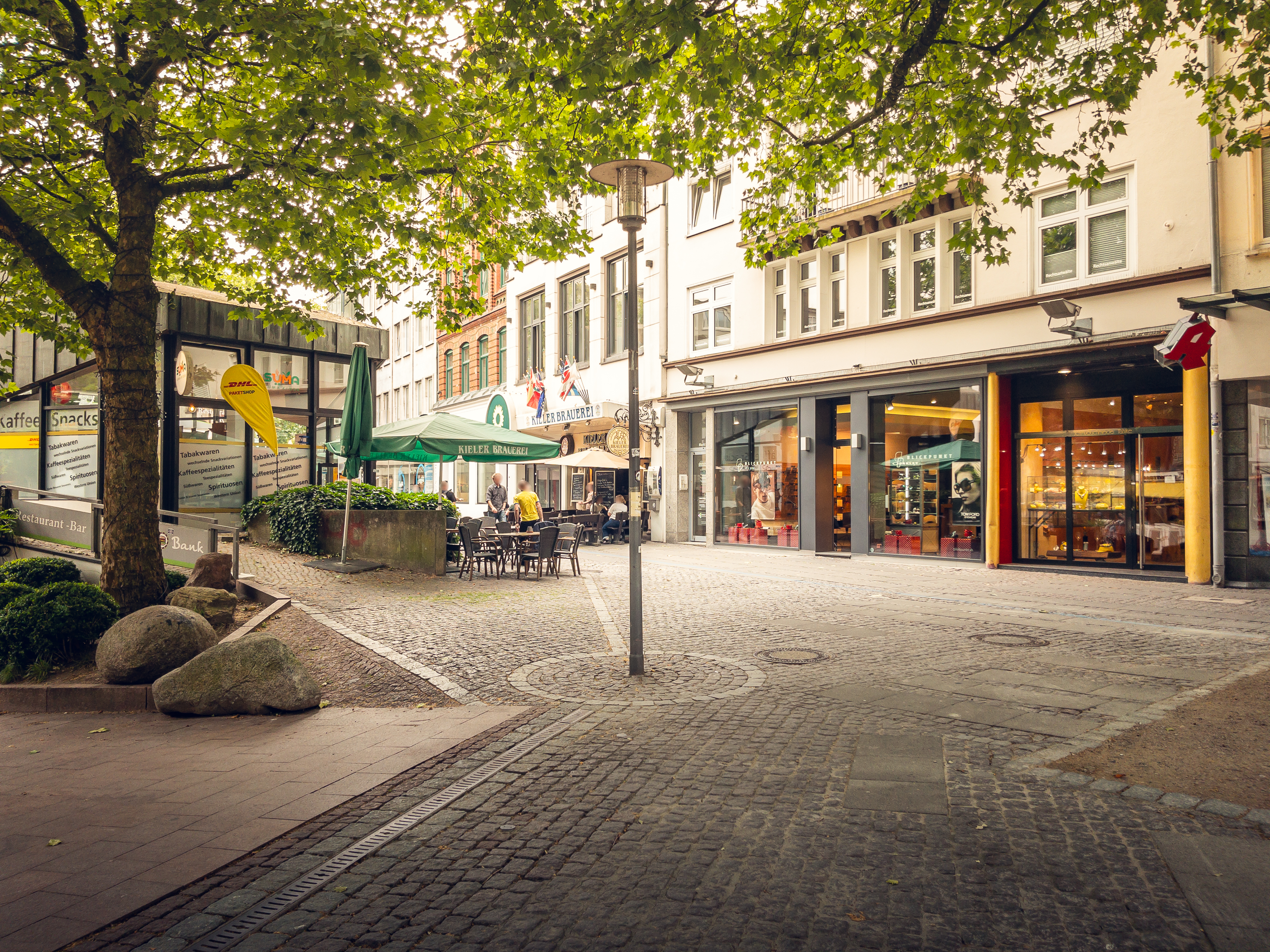
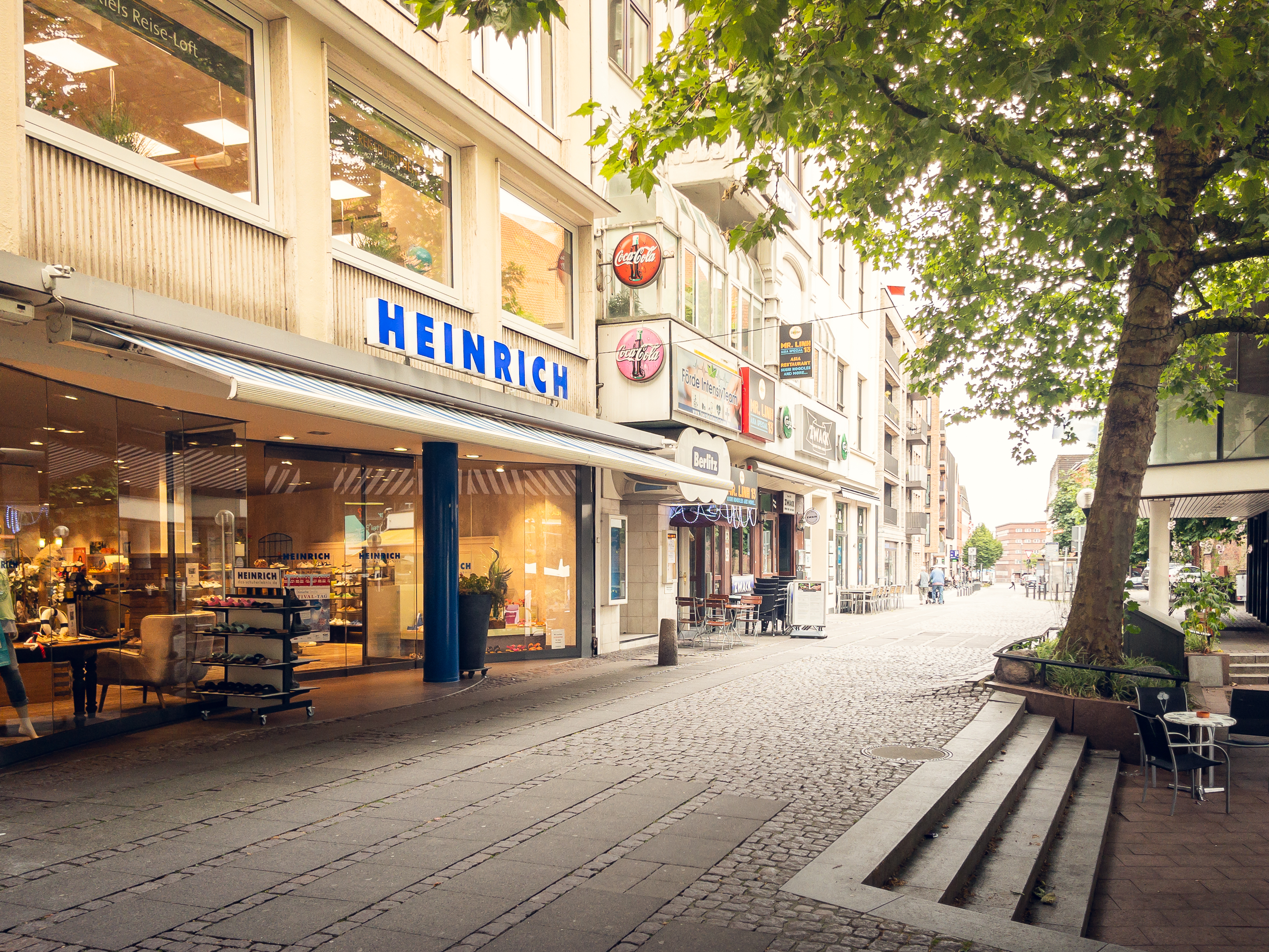
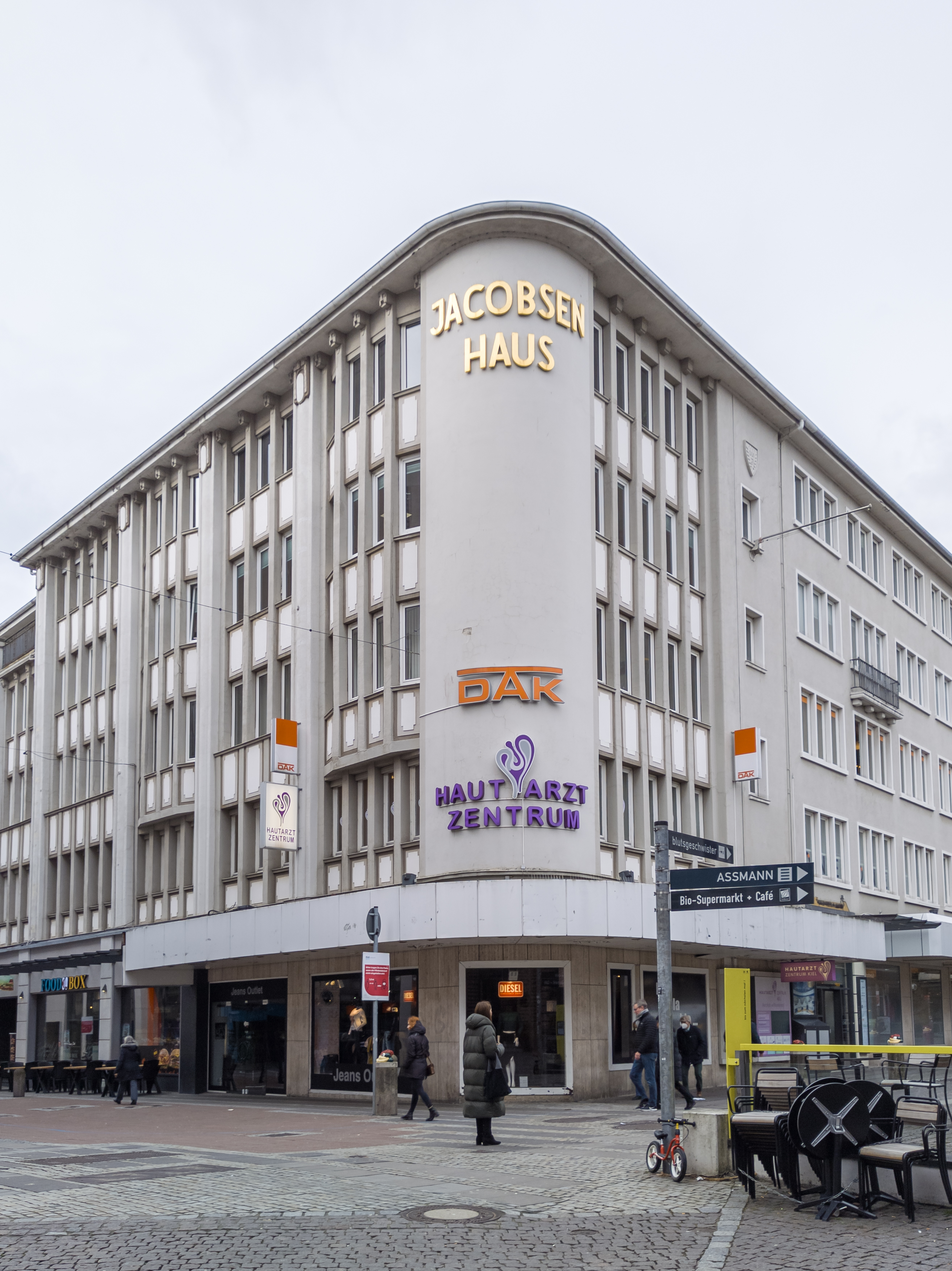
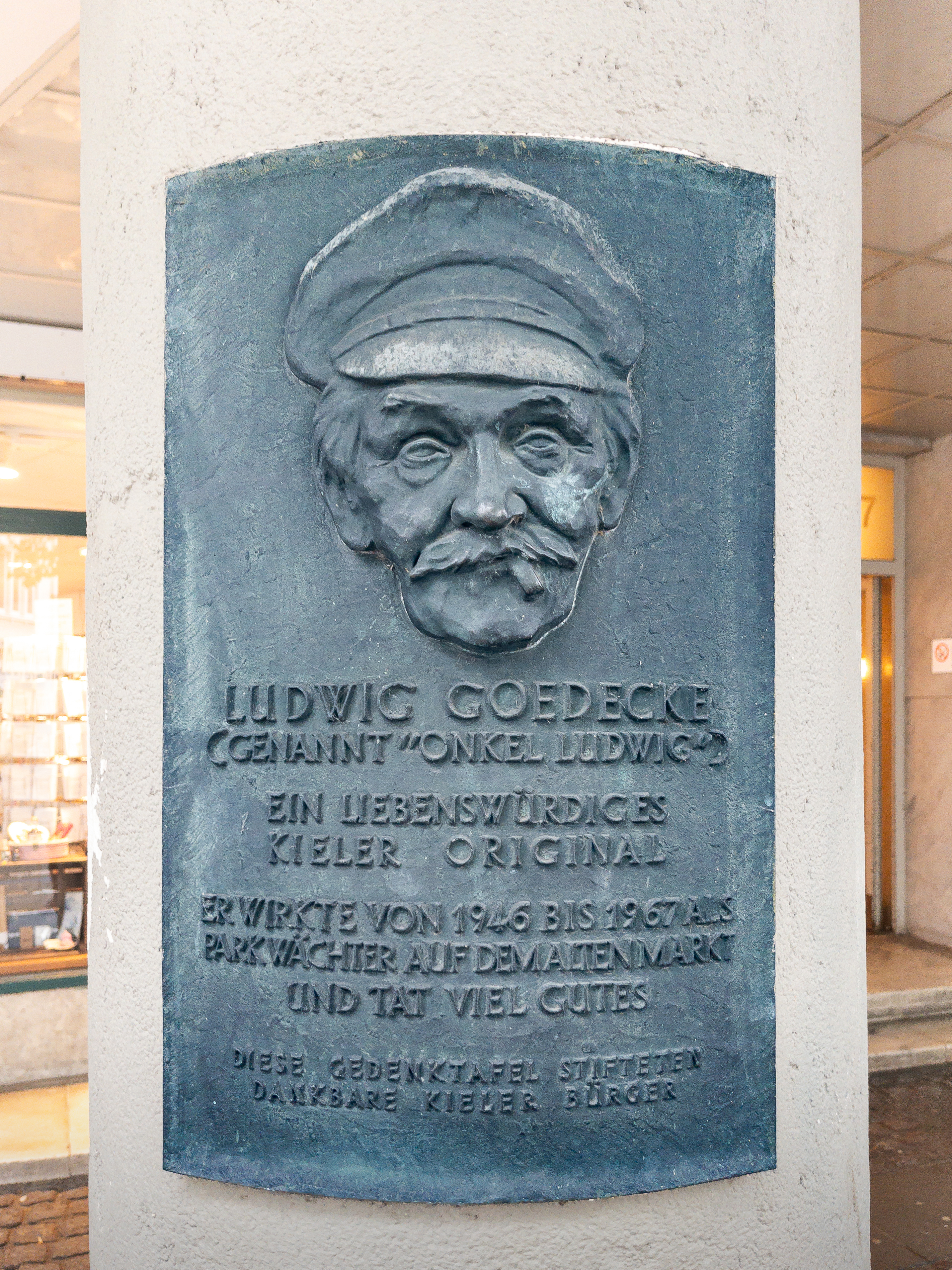